# 好きなタレント調査
好きなタレント調査（すきなたれんとちょうさ）は、NHKの関連団体「NHK放送文化研究所」が主催して1975年度から2003年度まで毎年実施していたアンケート調査である（1976年度・1977年度は未調査）。
これは、全国の7歳以上の一般市民の中から無作為で選んだ3600人程度に好きなタレントを男女各3人ずつ選んでもらい、その集計結果をまとめて毎年（新年の）1月に公表するというものであった。アンケートの上位ランク者にはその時代の人気タレントが名乗りを挙げている。
1990年代後半〜2000年代初頭には、男性ではSMAPがグループ全体はもとよりメンバー各人がソロでランク入りした他、明石家さんまも長年トップに君臨。女性ではモーニング娘。や、久本雅美、松嶋菜々子、優香らがランクインしていた。
しかし、民間企業のシンクタンクや調査機関・会社がこれとほぼ同じ、あるいは酷似した意識調査を実施している傾向が多くなったことから、NHK自体がそれを取ることの意味が薄らいだという理由でこのアンケート調査は2003年度（2004年1月発表）を最後に中止されることになった。

## 主な記録を持つ人物
- 宇多田ヒカル - 1999年度の女性1位を獲得したが、前年度の50位圏外から翌年度に1位を記録したのはこれが史上初であった[3]（結果的に唯一の記録にもなった）。
- 明石家さんま - 1985年度から2003年度（調査終了）まで19年連続で男性1位または2位を獲得した[4]。
- 明石家さんまとビートたけし - 1985年度から1995年度まで11年連続[5]、2000年度から2003年度（調査終了）まで4年連続で男性トップ2を独占した。
- 山田邦子 - 1988年度から1995年度まで8年連続で女性1位を独占した。

## 歴代の1位
| 年度               | 男性1位      | 女性1位      |
| ------------------ | ------------ | ------------ |
| 1975年（昭和50年） | 加藤剛       | 森光子       |
| 1976年（昭和51年） | 未調査       | 未調査       |
| 1977年（昭和52年） | 未調査       | 未調査       |
| 1978年（昭和53年） | 萩本欽一     | 竹下景子     |
| 1979年（昭和54年） | 水谷豊       | 松坂慶子     |
| 1980年（昭和55年） | 萩本欽一     | 松坂慶子     |
| 1981年（昭和56年） | 西田敏行     | 森光子       |
| 1982年（昭和57年） | 萩本欽一     | 森光子       |
| 1983年（昭和58年） | 萩本欽一     | 田中裕子     |
| 1984年（昭和59年） | 萩本欽一     | 黒柳徹子     |
| 1985年（昭和60年） | 明石家さんま | 森光子       |
| 1986年（昭和61年） | 明石家さんま | 森光子       |
| 1987年（昭和62年） | 明石家さんま | 森光子       |
| 1988年（昭和63年） | 明石家さんま | 山田邦子     |
| 1989年（平成元年） | 明石家さんま | 山田邦子     |
| 1990年（平成2年）  | ビートたけし | 山田邦子     |
| 1991年（平成3年）  | ビートたけし | 山田邦子     |
| 1992年（平成4年）  | ビートたけし | 山田邦子     |
| 1993年（平成5年）  | ビートたけし | 山田邦子     |
| 1994年（平成6年）  | ビートたけし | 山田邦子     |
| 1995年（平成7年）  | 明石家さんま | 山田邦子     |
| 1996年（平成8年）  | 所ジョージ   | 山口智子     |
| 1997年（平成9年）  | 反町隆史     | 山口智子     |
| 1998年（平成10年） | 明石家さんま | 和田アキ子   |
| 1999年（平成11年） | 明石家さんま | 宇多田ヒカル |
| 2000年（平成12年） | 明石家さんま | 松嶋菜々子   |
| 2001年（平成13年） | 明石家さんま | 久本雅美     |
| 2002年（平成14年） | 明石家さんま | 久本雅美     |
| 2003年（平成15年） | 明石家さんま | 久本雅美     |

なお、1975年度〜1993年度の男女別のトップ10はに掲載されている。